# Население Индонезии

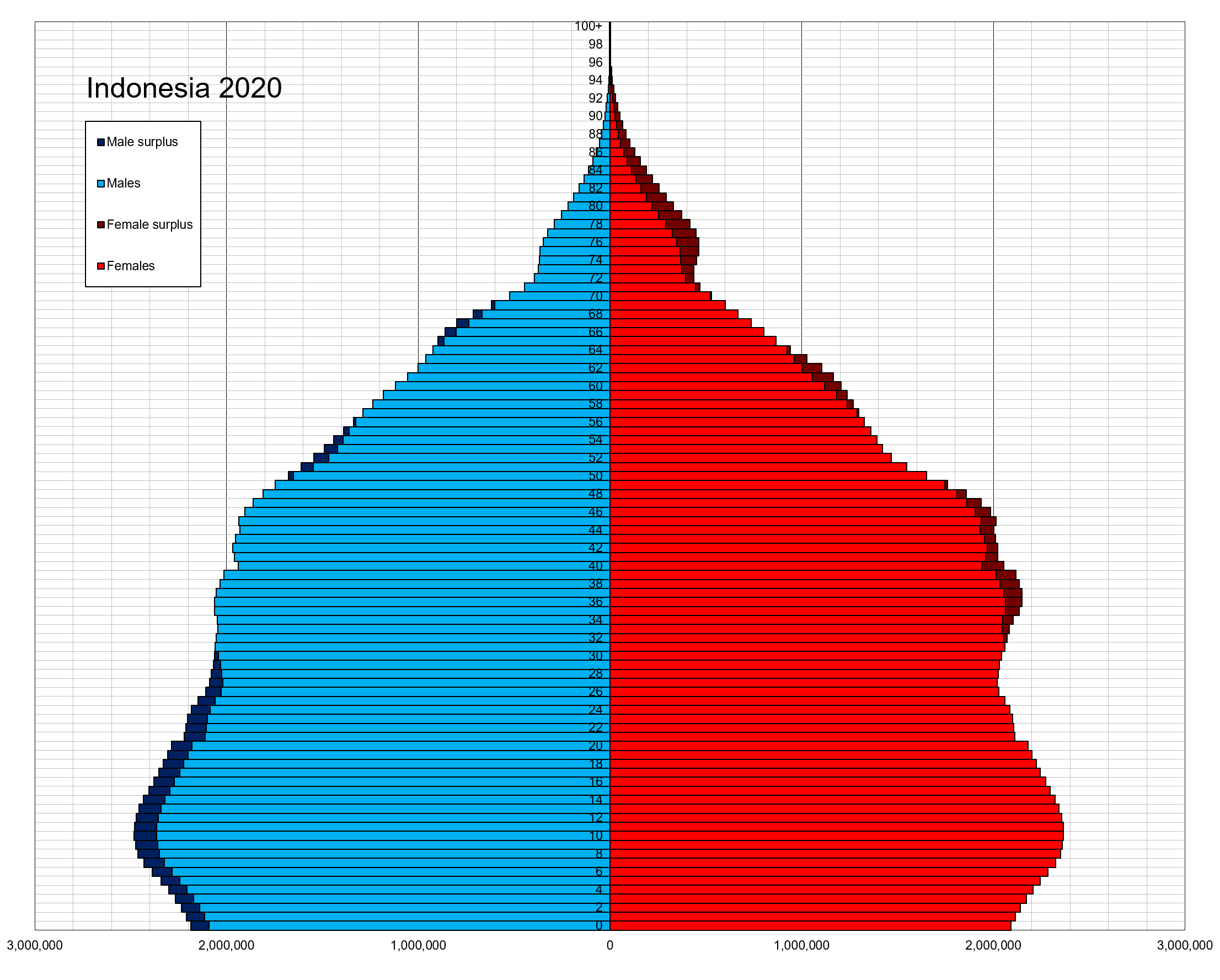
Возрастно-половая пирамида населения Индонезии на 2020 год

По данным переписи 2020 года, население Индонезии составляет свыше 270 млн. человек, что делает её четвёртой самой многонаселённой страной мира после Китая, Индии и США. Индонезия — многонациональное государство с множеством этнических, языковых и культурных групп, большинство из которых родственны друг другу. Официальный язык страны — индонезийский.
Свыше половины индонезийцев проживают на острове Ява, что делает его самым многонаселённым островом в мире и одним из лидеров по плотности населения (около 1029 чел/км²).

## Этнические группы

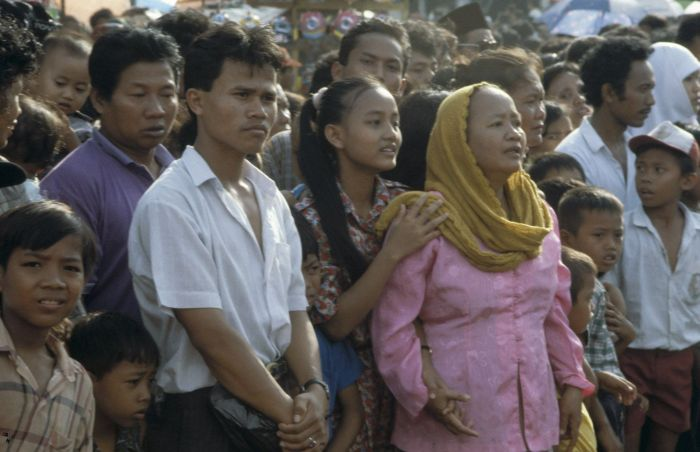
Люди, наблюдающие за шествием в Рамадан, город Семаранг

На территории страны проживают более 300 различных этнических групп. Крупнейшая из них — яванцы, составляющие около 42 % от общего населения Индонезии. Другие крупные группы: сунданцы (15,4 %), малайцы (4,1 %), китайцы (около 4 %), мадурцы (3,3 %), батаки (3 %), бугисы (2,9 %), минангкабау (2,7 %).
Множество небольших этнических групп, проживающих главным образом на Калимантане и Новой Гвинее, включают в себя лишь несколько сот человек. Также существуют народы, количество которых достигает нескольких десятков тысяч человек, например батины в провинции Джамби на острове Суматра.
Большинство народов принадлежит к австронезийской языковой семье, однако значительное число народов острова Новая Гвинея говорят на папуасских языках. Крупнейшая некоренная этническая группа страны — китайцы, говорящие на различных диалектах китайского.

## Религия

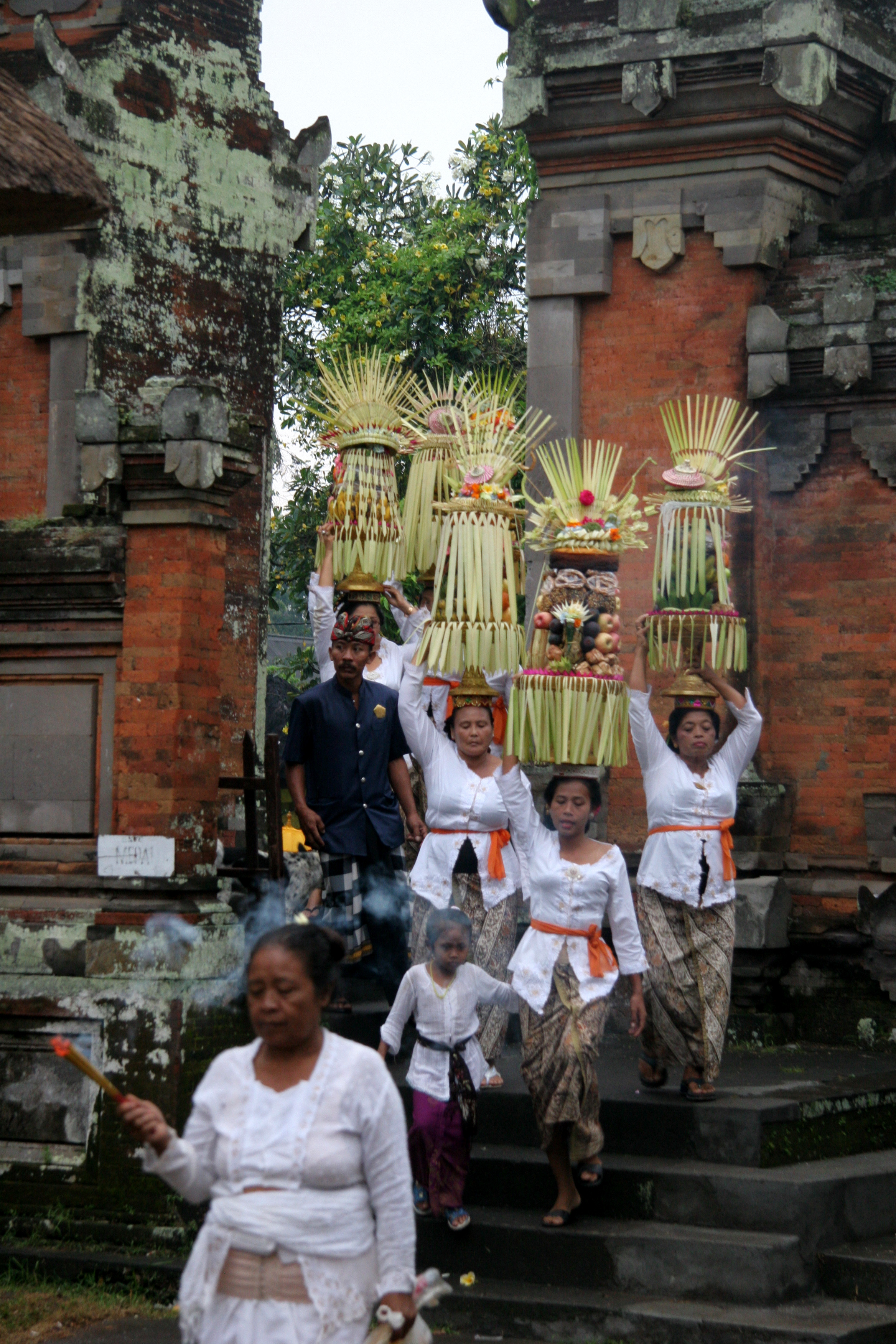
Приношения в индуистский храм, остров Бали

По данным переписи 2000 года, около 86,1 % населения страны являются мусульманами, 5,7 % — протестантами, 3 % — католиками, 1,8 % — индуистами, 3,4 % — буддистами и приверженцами других религий. Большинство индуистов проживают на острове Бали. Большинство буддистов — лица китайского происхождения.

## Языки
На территории Индонезии распространены более 700 языков. Единственный официальный язык — индонезийский, который активно используется в торговле, образовании, средствах массовой информации и администрации, однако большинство индонезийцев говорят на языках своих этнических групп.
Наиболее распространённые языки: яванский (распространён в центре и на востоке острова Ява), сунданский (запад острова Ява), мадурский (остров Мадура, восток острова Ява), минангкабау (запад острова Суматра). Индонезийский распространён на всей территории страны. В крупных городах люди зачастую владеют английским как вторым языком. Некоторые пожилые люди ещё помнят голландский язык как наследие колониальных времён.

## Некоторые статистические характеристики на 2009 год

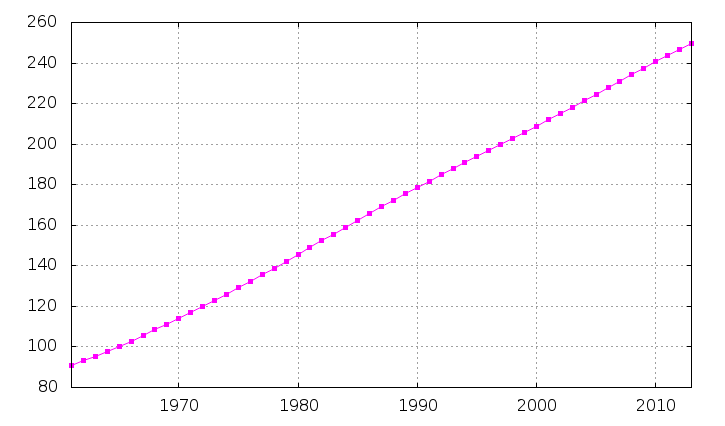
Динамика численности населения с 1962 по 2004 гг.

- Уровень грамотности: 87,9 % (мужчины — 92,5 %; женщины — 83,4 %)
- Рождаемость: 18,45 на 1000 чел
- Смертность: 6,25 на 1000 чел
- Прирост населения: 1,097 %
- Средний возраст: 27,9 лет
- Городское население: 52 %
- Темп урбанизации: 3,3 %
- Средняя продолжительность жизни: 71,05 лет
  - Мужчины: 68,53 лет
  - Женщины: 73,69 лет
- Суммарный коэффициент рождаемости: 2,28 детей на 1 женщину
- Уровень детской смертности: 28,94 на 1000 родившихся живыми.

Статистические данные из The World Factbook.

### Численность, расселение
По итогам общенациональной переписи, проведённой в мае — июне 2010 года, население Индонезии составило 237 556 363 человека, а по оценочным данным, выведенным из расчёта на существующие темпы роста населения, к июлю 2011 года его численность увеличилась до 245 613 043 человек. Индонезия, таким образом, является наиболее населённой страной Юго-Восточной Азии и занимает четвёртое место в мире по количеству жителей.

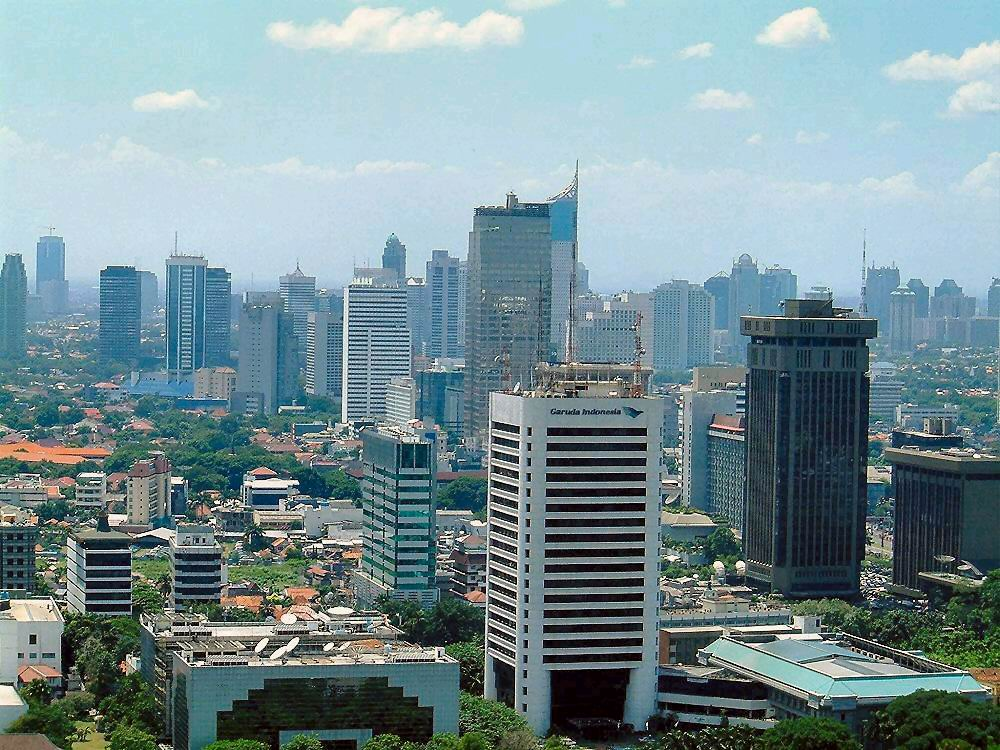
Джакарта — столица и крупнейший город Индонезии с населением более 9,6 миллиона человек

Средняя плотность населения составляет (из расчёта по данным переписи 2010 года) около 124 человека на км², при этом население распределено крайне неравномерно: 57,5 % индонезийцев проживает на Яве, которая составляет менее 7 % территории, в результате чего этот остров является одним из самых густонаселённых мест планеты (более 1000 человек на км²). 21,3 % населения проживает на Суматре (116 человек на км²), 7,3 % — на Сулавеси (91 человек на км²), 5,8 % — на Калимантане (24 человека на км²), 5,5 % — на Малых Зондских островах (138 человек на км²), 1,8 % — на Новой Гвинее (9 человек на км²), 0,8 % — на Молуккских островах (34 человека на км²). Среди административно-территориальных единиц наибольшая плотность населения зарегистрирована в Особом столичном округе — более 14 400 человек на км², наименьшая — в провинции Папуа — менее 8 человек на км².
Для обеспечения более равномерного распределения населения по территории страны власти Индонезии с 1950-х осуществляют масштабную программу трансмиграций — переселения жителей густонаселённых районов (Явы, Мадуры, Бали) на малонаселённые острова (Калимантан, Новая Гвинея, Молукки). В рамках данной программы к началу 2000-х годов было переселено не менее 5,5 миллионов человек, из которых почти половина — в 1970-е — 1980-е годы.
Доля городского населения составляет 44 %. По состоянию на 2010 год 11 городов имеют население численностью более 1 миллиона человек:
1. Джакарта, столица страны — 9 607 787 человек;
2. Сурабая, административный центр провинции Восточная Ява — 2 765 487 человек;
3. Бандунг, административный центр провинции Западная Ява — 2 394 873 человека;
4. Бекаси, провинция Западная Ява — 2 334 871 человек;
5. Медан, административный центр провинции Северная Суматра — 2 097 610 человек;
6. Тангеранг, провинция Бантен — 1 798 601 человек;
7. Депок, провинция Западная Ява — 1 738 570 человек;
8. Семаранг, административный центр провинции Центральная Ява — 1 555 984 человека;
9. Палембанг, административный центр провинции Южная Суматра — 1 455 284 человека;
10. Макассар, административный центр провинции Южный Сулавеси — 1 338 663 человека;
11. Тангеранг-Селатан, провинция Бантен — 1 290 322 человека.